# Hood Arrest
Albums de MC Eiht
Underground Hero
(2003) Smoke in tha City
(2004)
Hood Arrest est le huitième album studio de MC Eiht, sorti le 10 juin 2003.
Cet opus est accompagné d'un DVD bonus sur lequel on trouve des clips, interviews et séquences documentaires.

## Liste des titres
| No  | Titre                                          | Contient un (des) sample(s) de            | Durée |
| --- | ---------------------------------------------- | ----------------------------------------- | ----- |
| 1.  | Intro                                          |                                           | 0:29  |
| 2.  | Bring Back the Funk                            | Hold On d'En Vogue                        | 4:12  |
| 3.  | Dead Money                                     |                                           | 4:29  |
| 4.  | New Shit True Shit                             |                                           | 4:18  |
| 5.  | Hustle 4 Doe                                   |                                           | 3:55  |
| 6.  | Nothing to Loose                               |                                           | 4:21  |
| 7.  | Struggle                                       |                                           | 4:13  |
| 8.  | Welcome Back to the Ghetto (featuring Spice 1) | Born This Way de Spice 1, San Quinn et JC | 4:19  |
| 9.  | Make Some Dough                                |                                           | 4:15  |
| 10. | It's Your Life                                 |                                           | 4:24  |
| 11. | We Gots to Work                                |                                           | 3:40  |